# Candedo (Murça)
Candedo is een plaats (freguesia) in de Portugese gemeente Murça en telt 1126 inwoners (2001).